# Ca n'Estisora
Ca n'Estisora és una masia de Vallvidrera (Barcelona) inclosa a l'Inventari del Patrimoni Arquitectònic de Catalunya.

## Història
Aquesta masia s'havia anomenat abans Can Comellas, ja que a la segona meitat del segle xviii era propietat d'Anton Comellas, fill de Climent i de Rosaura Pujades, qui es casà amb Paula Civil. Anteriorment, la família havia viscut a Can Basseda, que és a prop. El 1817 es començà a dir Ca n'Estisora, segons sembla per haver passat a ésser propietat d'un sastre.
El 1883 va ser adquirida per Rosa Viñamata i Vilaseca (1843-1909), casada amb Llorenç Bosch i Margenat, propietari de la Budellera. Ja vídua, el 1906 oferí ambdues finques a l'Ajuntament de Barcelona, que havia convocat un concurs d'adquisició de terrenys per a fer-hi, i el 1911 les va adquirir a Anna Maria del Carme Bosch i Viñamata i Josep Viñamata i Nochetti (que havia comprat la seva part a Josep Bosch i Viñamata).
El 1917, la casa fou destinada a habitatge del guarda forestal del parc i de la seva família, i actualment hi viu un guarda forestal retirat, que es dedica a conrear l'hort de dues hectàrees, i ven les verdures i les flors al mercat de Vallvidrera.

## Descripció
Consta de planta baixa i pis, amb teulada de doble vessant , una façana amb gran balconada, un portal rectangular i una finestra. A un dels dos costats té un annex que fa d'habitatge, amb portal i finestra. A més,té un altre compartiment com a magatzem amb terrat. Disposa d'aigua de mina.